# Agriculture en Bretagne
 (décembre 2011).
L'agriculture bretonne se caractérise par l'abondance des systèmes polycultures-élevage, par l'avancée des techniques agricoles ainsi que par la force des filières agricoles .

## Histoire
| |  |  |
| Fermes bretonnes (1910) caractérisées par des grandes oppositions fondatrices, telle que la disposition binaire cour (espace plutôt destiné aux activités d’élevage)/aire de battage . |  |  |

L'agriculture arrive en Bretagne au Ve millénaire av. J.-C, apportée par des migrants venus du sud et de l'est. La néolithisation ne se traduit cependant pas par un remplacement de population. Les Celtes sont en suite arrivés et ont fait évoluer l'agriculture avec l'apport de technologie et d'outils. Ensuite, les Romains ont eu une influence non négligeable sur l'agriculture, en apportant leurs systèmes de culture. Cependant, ces systèmes n'étaient pas adaptés au climat et aux sols bretons. Les rendements obtenus par les Celtes n'ont pas été dépassés jusqu'à après la Seconde Guerre mondiale. 
Au Moyen Âge on élève beaucoup de porcs et de chèvres à qui on permet la glandée (interdite fin XVIIIe siècle). Il y avait également beaucoup de moutons avec diverses races, surtout élevés sur le littoral et les îles. Les landes bretonnes (genêt broyé) sont données aux vaches, l'ajonc pilé nourrit le cheval.

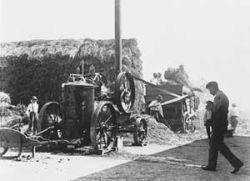
Scène de battage en Bretagne (1905)

L'agriculture bretonne d'autrefois (vers 1800) est peu évoluée comparée au reste de la France, la Bretagne est en effet à l'écart car enclavée. En 1900, on travaillait la terre en famille avec des bœufs, des chevaux de trait bretons (bidet breton puis Postier Breton par croisement avec le Norfolk). On se réunissait pour les moissons, la Bretagne est alors le premier grenier a blé de l'Europe, tout est exporté excepté le blé noir ou sarrasin qui constitue la base alimentaire. Les moissons sont faites à la faux et au fléau avant l'arrivée des batteuses. Les vaches étaient de race Bretonne Pie Noir (sud Bretagne), 500 000 têtes fin XIXe siècle (selon l'écomusée du pays de Rennes), froment du Léon (Nord Bretagne) ou armoricaine, sont de petites vaches réputées pour leur qualité beurrières. Les porcs sont de race porc blanc de l'ouest et sont élevés à usage domestique.

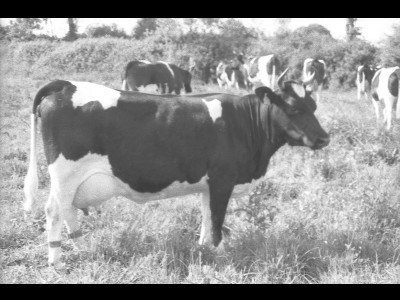
Bretonne Pie Noir

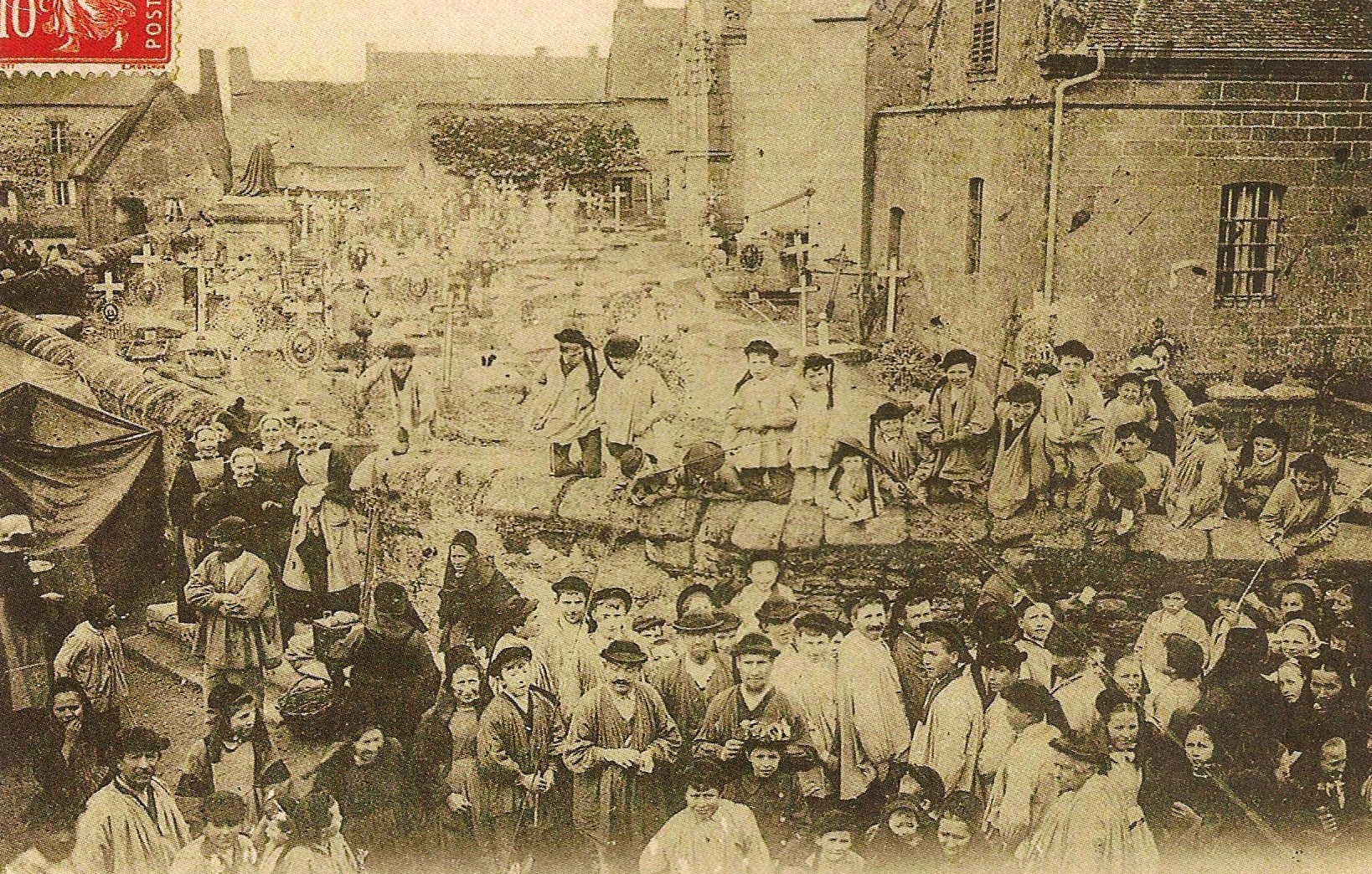
Foire aux gages en Bretagne (embauche des domestiques)

Après la Seconde Guerre mondiale, une révolution agricole a lieu durant les Trente Glorieuses. Les tracteurs remplacent les chevaux, les Prim'Holstein remplacent les Pie Noirs et autres froment du Léon et les élevages hors-sols se mettent en place. Il faut produire en quantité puis en qualité. Cette révolution commença dans le Finistère ce qui fut un modèle pour toute la Bretagne. Il s'est alors mis en place un élevage hors sol intensif et des systèmes polyculturaux performants. La Bretagne peut alors rivaliser avec des pays comme la Belgique ou l'Australie.

## Élevage

### Élevage bovin
L'élevage laitier s'intègre dans les systèmes de polyculture et d'élevage. La race dominante est la Prim'Holstein puis viennent les Normandes et les montbéliardes. La Bretagne produit 4 700 millions de litres de lait par an (2007) pour 16 000 livreurs. Une bonne partie de la ration des vaches provient en général des pâtures, vient ensuite le maïs ensilé et différents tourteaux. La filière lait n'est que peu intégrée. Les laboratoires laitiers interprofessionnels analysent le lait avant la revente aux entreprises.
L'élevage bovin viande est peu répandu mais est non négligeable avec un peu moins de 400 000 bovins viande adultes et 400 000 veaux produits. 
Une grande partie des vaches à lait sont réformées et se retrouvent dans la filière viande lorsqu'elles ne sont plus utilisées pour la production de lait.

### Élevage avicole

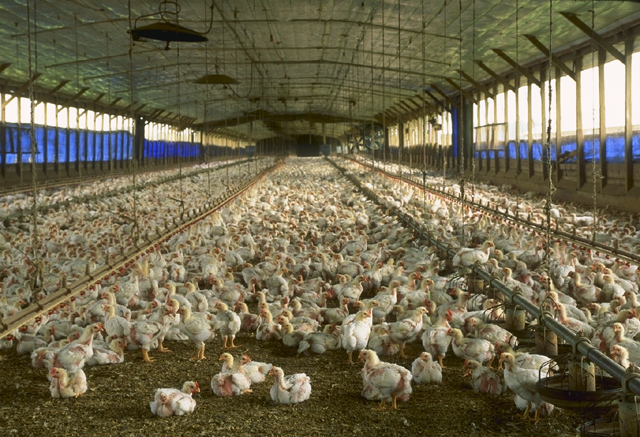
Un élevage avicole hors sol

Concernant les œufs, la Bretagne affiche une production d'environ 5 milliards d'œufs par an. La plupart des élevages avicoles sont hors sol et en filière intégrée de même pour les poulets de chair dont le nombre s'élève à 34 millions. 
Le poulet de Janzé est réputé pour sa qualité.
Une race locale de poules est le coucou de Rennes.
Un bon nombre de dindes, pintades et canards sont également produits en Bretagne.
Les effluents de ces élevages hors sol peuvent être utilisés directement pour la fertilisation ou alors compostés.

### Élevage porcin

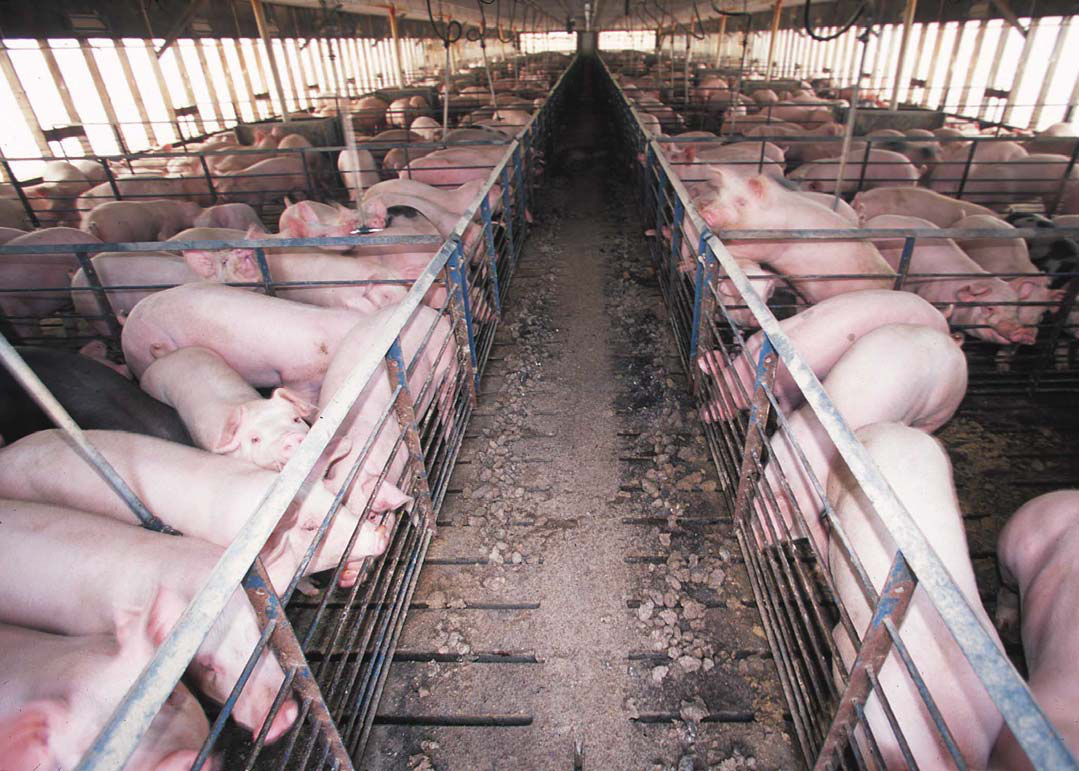
Élevage de porcs hors sol

La Bretagne est la première des régions françaises productrice de porcs. La plupart du temps élevés hors sol, on distingue les élevages de truies reproductrices (naisseurs), les élevages d'engraissements (engraisseurs) et les élevages mixtes.
La Bretagne élève 8 millions de cochons, truies et porcs confondus.
Les principales races sont le landrace français et le Large white.

### Autres élevages
Moutons, élevage souvent peu cité mais encore présent. À noter la production d'agneau de pré-salé réputé pour la qualité de sa viande (produit dans le pays de Dol par exemple).
Des lapins sont également élevés mais historiquement cet élevage ne s'est pas mis en place très tôt et donc ne s'est pas beaucoup développé.

## Cultures
Contrairement aux régions comme la Beauce, la Bretagne utilise la majorité de sa surface dédiée aux productions végétales à des fins de fabrication de fourrages (maïs ensilage) ou de transformation ayant pour but de nourrir les animaux (tourteaux de colza par exemple), aliments volailles...). Viennent ensuite le blé et le maïs grain. À noter l'importante production de pommes de terre et de légumes provenant du maraîchage (terres de la ceinture dorée, Finistère nord) tels que les choux-fleurs ou les artichauts. 
N'oublions pas les cultures arboricoles en citant les pommes (de consommation ou a cidre) ainsi que les fraises de Plougastel qui font la renommée de la région.
La Bretagne a du mal à produire des céréales de qualité telles que les blés améliorants ou dits de panification supérieurs à cause non pas des sols ou du climat mais de l'astreinte trop importante qu'ont les agriculteurs avec l'activité d'élevage.
Les cultures sont très majoritairement fertilisées par les effluents d'élevages tels le lisier, le fumier ou le compost. Les cultivateurs sont soumis à des règles d'épandages (voir plan d'épandage). Ils sont également soumis à conduire une CIPAN (Culture Intermédiaire) et à laisser des bandes enherbées le long des parcelles bordant un cours d'eau dans le cadre de la directive nitrates.

## Économie liée à l'agriculture et industries agro-alimentaires
De nombreuses coopératives et industries agroalimentaires se sont installées en Bretagne ce qui en fait sa force. Les agriculteurs possèdent souvent leurs machines en CUMA (Coopérative d'utilisation du matériel agricole) ce qui joue pour beaucoup dans leur force technologique. De nombreuses laiteries, abattoirs et usines de transformation sont présentes. Citons par exemple Coopagri (désormais Triskalia) située à Landerneau, UNICOPA, CECAB, Cooperl et Le Gouessant en tant que coopératives. Enfin des transformateurs comme Doux, Entremont Alliance et Bridel. Des brasseries : Brasseries de Bretagne, Lancelot et des cidreries : Loïc Raison, Val de Rance.

## Critiques
L’agro-industrie, modèle agricole dominant en Bretagne, est critiquée pour ses dérives écologiques, économiques et sociales. Le productivisme et l’agriculture industrielle est devenue la norme, pétrochimique, (engrais et pesticides de synthèse), mécanisée avec toujours moins de main-d'œuvre. De nouveaux sujets de controverse se sont ouverts : la construction de méthaniseurs, équipement destiné à transformer des  tonnes de déchets agricoles en Méthane « Non à l’industrialisation de nos campagnes », « Oui à l’agriculture paysanne » affiche des opposants,.
En 2024, le débat sur l'Accord de libre-échange entre le Mercosur  et l'Union européenne dont la ratification pourrait être effective avant la fin de l'année fait réagir Julien Tallec, éleveur de vaches à viande bio à Brennilis, dans les Monts d’Arrée, et porte-parole de la Confédération paysanne dans le Finistère. Il s’oppose aux accords de libre-échange en voulant protéger les paysans « ici et là-bas » en relocalisant et il met en avant les dépendances de l'agriculture conventionnelle aux intrants: « Le soja [importé d'Amérique du sud] permet de complémenter le maïs [...] en protéines [... le maïs], ayant pour défaut d'être très gourmand en eau et en intrant » créant une dépendance aux protéines et énergies fociles. Il promeut les mesures d'autonomie et le retour au paturage.

## Syndicats
Cinq syndicats principaux se partagent les sièges au sein des chambres d’agriculture en France(et en Bretagne).
- FNSEA
- Jeunes agriculteurs
- Coordination rurale
- Confédération paysanne
- MODEF